# Търсино
 Тази статия е за селото в България.  За селото в Северна Македония вижте Търсино (община Виница).  
Търсино е село в Западна България. То се намира в община Кюстендил, област Кюстендил.

## География
Село Търсино се намира в източните ниски склонове на Осоговската планина на 657 м надм. височина. Има подходящи условия за еко туризъм и разходки сред природата. 

## Население
| Година    | 1880 | 1900 | 1920 | 1926 | 1934 | 1946 | 1956 | 1965 | 1975 | 1984 | 2010 |
| Население | 105  | 200  | 200  | 246  | 290  | 316  | 260  | 147  | 97   | 73   | 19   |

## История
В местността „Манастира“ са открити следи от средновековна църква. През 1920 година е открито първото търсинско училище – „Васил Левски“. През 1949 година е открито народно читалище „Народен будител“.

## Религии
В църковно-административно отношение село Търсино принадлежи към Софийска епархия, архиерейско наместничество Кюстендил. Населението изповядва източното православие.

## Културни и природни забележителности
В местността „Гаста бахча“ растат вековни дървета.

## Редовни събития
На стария Илинден (2 август) се прави курбан за селото против природни бедствия и за здраве. Извършва се в местността „Манастира“.